# Zaza (filme de 1915)
Zaza é um filme mudo norte-americano de 1915, do gênero drama romântico, estrelado por Pauline Frederick, dirigido por Edwin Stanton Porter e Hugh Ford. O filme é baseado na peça teatral francês de mesmo nome, contracenado em 1899 e estrelado por Mrs. Leslie Carter. É considerado um filme perdido.

## Elenco
- Pauline Frederick - Zaza
- Julian L'Estrange - Bernard Dufrene
- Ruth Sinclair - Madame Dufrene
- Maude Granger - Tia Rosa
- Blanche Fisher - Louise
- Helen Sinnott - Nathalie
- Mark Smith - Cascart
- Charles Butler - Duc de Brissac
- Walter Craven - Dubois
- Madge Evans - Criança (não creditado)

## Outras adaptações
A peça foi adaptada novamente em 1923, estrelado por Gloria Swanson e em 1939, estrelado por Claudette Colbert.